# Abraham V (ormiański patriarcha Jerozolimy)
Abraham V (ur. ?, zm. ?) – w latach 1441–1454 ormiański Patriarcha Jerozolimy.